# Erigeron multiradiatus
Erigeron multiradiatus là một loài thực vật có hoa trong họ Cúc. Loài này được (Lindl. ex DC.) Benth. ex C.B.Clarke mô tả khoa học đầu tiên năm 1876.